# Abbaye de Muri
L'abbaye de Muri, appelée en allemand Kloster Muri, est une ancienne abbaye bénédictine dédiée à Saint Martin de Tours et située sur le territoire de la commune argovienne de Muri, en Suisse.

## Histoire
Le monastère Saint Martin est fondé en 1027 par Radbot, comte de Habsbourg grâce à des dons de terrain effectués par une des filles de Frédéric de Basse-Lotharingie et par Werner de Habsbourg. Il est tout d'abord occupé par des moines venant de l'abbaye territoriale d'Einsiedeln et dirigé par le prieur Reginbold. L'abbaye est consacrée en 1064, sous le règne du premier abbé Burchard.
À cette époque, la communauté est renforcée par l'arrivée d'une nouvelle colonie de moines venant de l'abbaye Saint-Blaise en Forêt-Noire. L'un d'entre eux, le bienheureux Luitfrid prendra les rênes de la communauté le 31 décembre 1096. Progressivement, l'influence de l'abbaye va s'étendre dans la région, avec en particulier la création, en 1083, d'un couvent de nonnes qui sera ensuite transféré à Hermetschwil. En 1114, l'empereur Henri V du Saint-Empire prend la communauté sous sa protection personnelle. Au fil du temps, l'abbaye connait plusieurs revers, avec en particulier deux incendies en 1300 et en 1363 ; elle est également attaquée en 1530 par les troupes du canton de Berne, nouvellement acquis à la réforme protestante, puis connaît d'importants problèmes économiques à la fin du XVIe siècle avant de reprendre son essor au début du siècle suivant.
Lors de la Révolution française et de l'occupation de la Suisse, l'abbaye de Muri refuse pendant longtemps la fermeture des offices religieux décidée par les occupants.
Dans un contexte de répression religieuse en Argovie, le monastère de Muri est fermé en janvier 1841. L'abbé et les quelques moines restants sont secourus par l'empereur Ferdinand Ier d'Autriche qui leur offre une résidence dans un ancien monastère à Gries, près de Bolzano où ils fondent en 1845 une nouvelle maison, l'abbaye de Muri-Gries. Depuis ce temps, l'abbé de Muri est également prieur de Gries.
L'ensemble de l'abbaye est inscrit comme bien culturel d'importance nationale.

## Bâtiments du monastère

### Église Saint-Martin
Occupant la partie nord du monastère, l'église abbatiale mesure 60 m de long et son transept est large de 31 m. Les parties les plus anciennes sont la base des tours, les murs du transept et de l'abside ainsi que la crypte qui remontent au XIe siècle.

### Chapelle de Lorette
La chapelle de Lorette est située au nord du cloître, le long du mur sud de l'église. Elle est consacrée en 1698 en l'honneur de la Sainte Maison de Lorette en Italie. Depuis 1970, elle abrite un caveau funéraire de membres de la Maison de Habsbourg-Lorraine.

## Personnalités attachées à l'abbaye
- Béat François Placide de Zurlauben (1687-1770), maréchal héréditaire de l'abbaye de Muri vers 1731[5]

## Sources
- (de) Cet article est partiellement ou en totalité issu de l’article de Wikipédia en allemand intitulé « Kloster Muri » (voir la liste des auteurs).

- (en) Cet article est partiellement ou en totalité issu de l’article de Wikipédia en anglais intitulé « Muri Abbey » (voir la liste des auteurs).